# Elektriciteitswet 1998
De Elektriciteitswet 1998 is een Nederlandse wet die de productie, het transport en de levering van elektriciteit binnen Nederland regelt. Zij geeft tevens uitvoering aan Europese regelgeving. De wet vervangt de Elektriciteitswet 1989. De energiemarkt is sinds begin 21ste eeuw geliberaliseerd, waarbij leveranciers kunnen concurreren. 
De Elektriciteitswet bepaalt dat het netbeheer onafhankelijk moet zijn en gescheiden van de productie en levering van elektriciteit. Energieproducenten maken elektriciteit, die wordt verkocht en geleverd door energieleveranciers. De transmissienetbeheerder, het staatbedrijf TenneT, onderhoudt de infrastructuur voor het transport van elektriciteit over het landelijk hoogspanningsnet. Regionale netbeheerders, die eveneens in handen van de overheid zijn, onderhouden het elektriciteitsnet voor het transport vanaf het hoofdnet naar de afnemers. Het landelijk hoogspanningsnet is eigendom van de staat, die het net zonder onderscheid beschikbaar stelt aan de energiebedrijven die elektriciteit produceren en leveren. Het regionale net is eigendom van de beheerder van dat net.

## Overzicht
In de 20e eeuw waren elektriciteitsbedrijven allemaal gemeentelijke of provinciale nutsbedrijven die verticaal waren geïntegreerd, dat wil zeggen zowel opwekking als transport via het net en levering aan de afnemers verzorgden. In 1920 waren dat er zo’n 550. Op aandringen van de Minister van Economische Zaken sloten de leden van de SEP in mei 1986 een Overeenkomst van Samenwerking, waarin een herstructurering werd afgesproken met een aanzienlijke vermindering van het aantal dan nog bestaande producenten door samenvoeging. Eind 1987 was het aantal elektriciteitsbedrijven reeds teruggebracht tot vier regionale producenten naast de PZEM. De elektriciteitsprijzen waren in heel Nederland gelijk. Kerncentrale Borssele leed daarom jarenlang verlies, omdat de hoge kosten van de productie niet in de door de overheid vastgestelde prijs konden worden doorberekend. PZEM werd in 1990 alsnog samengevoegd met EPZ als onderdeel van de SEP – door overdracht van de aandelen, inclusief de Kerncentrale Borssele – zodat er nog maar vier grote Nederlandse producenten over waren.
Vanuit het neoliberalisme van eind 20ste eeuw ontstond de gedachte dat de energie- en watervoorziening efficiënt en goedkoop konden worden georganiseerd door liberalisering en privatisering van de markt. Daartoe dienden de infrastructuur voor transport en de productie van energie van elkaar te worden gescheiden. De infrastructuur zou worden beheerd zonder winstoogmerk en betaald uit algemene middelen; de energie geleverd door commerciële bedrijven, die volgens de neoliberale theorie winst maken en tegelijkertijd zorgen voor efficiënte bedrijfsvoering en lage prijzen voor de consument. Destijds was er de verwachting dat fossiele energie spoedig grotendeels zou worden vervangen door (overvloedige en spotgoedkope) kernenergie. Een gevleugelde uitdrukking was dat elektriciteit uit kerncentrales "too cheap to meter" zou zijn, zo goedkoop dat het niet meer zou lonen om met meters bij te houden hoeveel ieder er van zou gebruiken. De SEP onthulde in 1972 dat er plannen waren om in Nederland binnen twaalf jaar tien kerncentrales te bouwen. In zijn nota "Nota inzake het kernenergiebeleid" van 1972 stelde EZ-Minister Harrie Langman (VVD, Kabinet-Biesheuvel I) maar liefst op 35 kerncentrales in het jaar 2000 in het vooruitzicht.

Tijdlijn van de fusies en splitsingen van de verschillende provinciale, regionale en gemeentelijke energiebedrijven in Nederland, 1986–2014

De van boven opgelegde ingrijpende herstructurering van de energiemarkt verliep in twee fasen. Door middel van de Elektriciteitswet 1989 werden de Nederlandse elektriciteitsbedrijven gedwongen tot splitsing van netbeheer en de elektriciteitsproductie. De producenten werden gedwongen tot schaalvergroting door een verplichte minimumcapaciteit van 2.500 megawatt waardoor fusies onontkoombaar waren. Privatisering werd door de publieke aandeelhouders doorgaans gezien als een onvermijdelijk gevolg hiervan. Via de Elektriciteitswet 1998 werd de liberalisering verder doorgevoerd door de scheiding van enerzijds netbeheer en anderzijds productie, verkoop en levering van energie aan de afnemers. Dit laatste werd doorgevoerd middels de Wet onafhankelijk netbeheer (de Splitsingswet) van 2006. Bedrijven moesten vaak twee maal worden geherstructureerd (eerst de productie, daarna de afsplitsing van het netbeheer), waardoor zij ook twee maal overnameprooi werden in de internationale markt.
In 2001 werd de SEP opgeheven en vervangen door het Nederlands Elektriciteit Administratiekantoor (NEA). SEP is sindsdien niet langer in handen van de overheid, maar eigendom van de vier energiereuzen Engie Energie Nederland, Elektriciteits-Produktiemaatschappij Zuid-Nederland en NUON-Vattenfall en Uniper Benelux-Fortum, die anno 2023 de aandeelhouders van NEA zijn.

## Splitsing van infrastructuur en productie

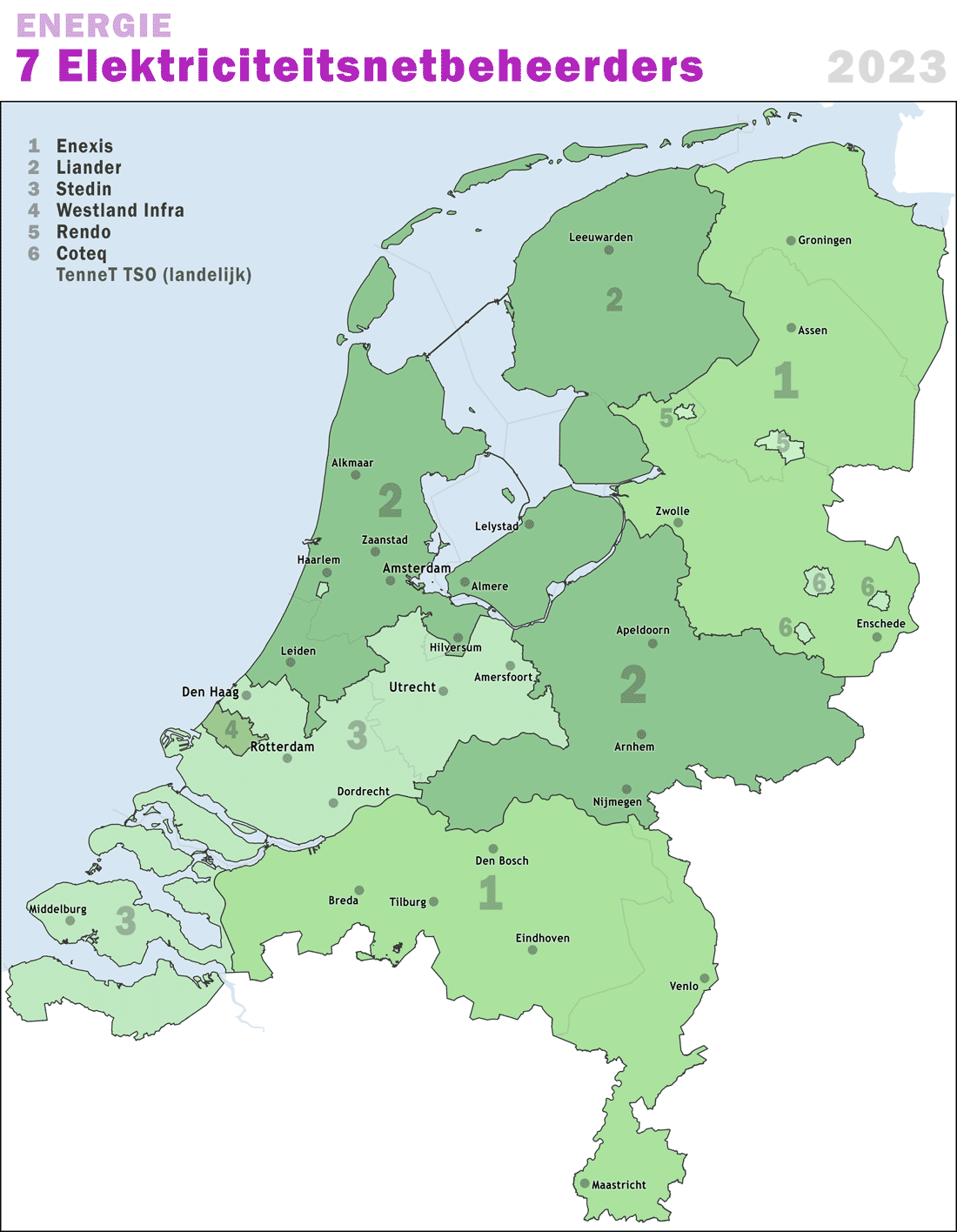
Regio's van netbeheerders van elektriciteit in 2023

De Elektriciteitswet 1989 schreef de splitsing voor van de Nederlandse elektriciteitsproducenten en de distributiebedrijven die de elektriciteit via het elektriciteitsnet aan de afnemers leveren (artikel 4). Ook werd het land opgedeeld in regio's met een aangewezen producent met leveringsplicht binnen zijn regio en verbod op uitsluiting van afnemers in andere regio's (artikelen 12 en 13).
Via de Europese richtlijn 96/92/EG en de Elektriciteitswet 1998 werd de liberalisering van de elektriciteitsmarkt voltooid. Het beheer van het landelijk elektriciteitsnet bleef een monopolie van de overheid, met één transmissienetbeheerder voor het landelijk hoogspanningsnet en een aantal publieke regionale netbeheerders voor het eindtransport. Het hoogspanningsnet is eigendom van de staat en ook de rest van het net – in de regio's – is direct of indirect in handen van de overheid.
De Nederlandse elektriciteitsmarkt werd in drie fasen opengesteld voor concurrentie: op 1 januari 2000 voor (650) grootverbruikers, in 2002 voor (meer dan 60.000) middelverbruikers en vanaf 2004 voor alle kleinverbruikers (meer dan 7 miljoen Nederlandse eindafnemers). In september 2007 kwam de Europese Commissie met een derde pakket liberaliseringsrichtlijnen voor gas en elektriciteit, bedoeld voor stimulering van de interne markt voor gas en elektriciteit en volledige 'eigendomsontvlechting'.
Op 1 juli 2008 trad in Nederland het zogenaamde "groepsverbod" in werking op grond van de Wet onafhankelijk netbeheer van 2006. Netbeheerders in de energiesector mochten na de overgangsperiode, vanaf 2011, geen deel meer uit maken van dezelfde holding als handels- en productiebedrijven. De verticaal geïntegreerde energiebedrijven (die vóór de liberalisering allemaal zowel productie als levering uitvoerden) moesten dan zijn gesplitst in enerzijds een onafhankelijke netbeheerder voor het hoogspanningsnet en regionale netbeheerders met door de NMa-DTe vastgestelde tarieven (de Energiekamer) en anderzijds commerciële energiebedrijven die actief zijn op het gebied van handel, levering en productie. In EU-termen wordt dit de "ontvlechting" van productie/levering en netactiviteiten ("transmissie- en distributienetwerken") genoemd. TenneT werd per 1 januari 2008 aangewezen als netbeheerder van het landelijke hoogspanningsnet van 110 kilovolt en hoger. Tot dan toe was TenneT al verantwoordelijk voor het net vanaf 220 kilovolt. Anno 2023 zijn er zes regionale netbeheerders.
Vanaf maart 2012 moest in ieder EU-land de "ontvlechting" van productie/levering van energie en het "transmissiesysteem" gerealiseerd zijn. Dit om de geliberaliseerde interne markt voor gas en elektriciteit te voltooien. EU-richtlijn 2019/692 heeft tot doel de gasnetten ook voor bedrijven in niet-EU-landen open te stellen.
Als gevolg van de liberalisering van de markt ontstond een carrousel van aandelenpakketten en een golf van overnames en fusies van elektriciteitscentrales en energiebedrijven.

## Elektriciteitswet 1989
Met de Elektriciteitswet 1989 werden concreet de eerste stappen gezet naar de liberalisering van de energiemarkt; eerst de elektriciteitsmarkt en daarna gas en warmte. De wet gaf de Minister van Economische Zaken absolute macht om aan de hand van Europese richtlijnen van bovenaf de energiesector ingrijpend te herstructuren.
De hoofdelementen waren:
1. scheiding van productie en distributie
2. optimalisatie van de landelijke productie
3. pooling van de productiekosten (delen van de opwekkingskosten)
4. beperking van het aantal productiebedrijven
5. invoering van concurrentieprikkels

SEP kreeg een hoofdrol toebedeeld, maar de Minister kreeg de uiteindelijke de beslissingsbevoegdheid. Dit ten koste van de invloed van gemeenten en provincies.
De Elektriciteitswet 1989 betreft alleen de openbare elektriciteitsvoorziening, dus die via het elektriciteitsnet. Volgens artikel 3 mogen alleen elektriciteitscentrales worden gebouwd met een vergunning van de Minister, en artikel 4 bepaalt dat een vennootschap slechts een vergunning krijgt voor een of meer centrales voor de openbare elektriciteitsvoorziening als deze gezamenlijk een minimaal vermogen van 2.500 megawatt hebben. Alle vergunninghouders moesten voldoen aan de voorwaarden in artikel 2, "gezamenlijk zorg te dragen voor het betrouwbaar en doelmatig functioneren van de landelijke, openbare elektriciteitsvoorziening tegen zo laag mogelijke kosten en op maatschappelijk verantwoorde wijze." Voor productie met heel kleine elektriciteitscentrales met vermogen kleiner dan 5 MW was geen vergunning nodig. 
Artikel 4 bepaalt ook dat producenten geen elektriciteit mogen leveren aan verbruikers, wat betekent dat verticaal geïntegreerde energiebedrijven gedwongen werden zich op te splitsen en taken die niet met de productie van doen hadden af te stoten. Artikel 11 verplicht producenten slechts te leveren aan de "door de Minister aangewezen vennootschap"; deze vennootschap mag alleen doorleveren aan distributiebedrijven. Met distributiebedrijven worden hier de energiebedrijven bedoeld die de stroom verkopen aan de verbruikers, niet de netbeheerders. SEP was destijds behalve een dochterbedrijf van de producenten ook beheerder van het hoogspanningsnet en dus tevens de landelijke transmissienetbeheerder.:p. 12 SEP was de "door de Minister aangewezen vennootschap". Artikel 12 verplicht de instelling van regio's waarin een (door de producenten zelf) aangewezen producent een leveringsplicht heeft. Artikel 13 verbiedt producenten bovendien te verhinderen dat distributiebedrijven hun elektriciteit inkopen buiten de regio waarin zij zelf zijn gevestigd. Artikel 10 bepaalt dat de Minister wijziging van de statuten van producenten moet goedkeuren, nadat deze heeft gecontroleerd of de producent zich wel aan artikel 2 blijft houden. 
Producenten moeten volgens artikel 8 zoveel mogelijk en zo goedkoop mogelijke stroom gaan opwekken onder toezicht van een door de Minister aangewezen vennootschap (SEP). Volgens artikel 9 moeten exploitanten van elektriciteitscentrales elke twee jaar (in de even jaren, vóór 1 april) een door de Minister goed te keuren "elektriciteitsplan" opstellen voor nieuw te bouwen centrales, waarvan de door de Minister aangewezen vennootschap voor minimaal 90% eigenaar is. Artikel 14 heeft het specifiek over nieuwe centrales die werken op fossiele brandstof, kernenergie of windenergie. Het gaat dan om centrales van minimaal 500 MW. Artikel 42 regelt echter wel het recht op teruglevering van windenergie en andere vormen van duurzame energie aan het distributiebedrijf. Deze moeten zoveel mogelijk worden gestimuleerd. De elektriciteitsplannen zijn steeds bijgewerkte 20-jaren-plannen, waarin de elektriciteitsvoorziening wordt geëvalueerd (artikel 15). De plannen moeten door de Minister aan het Parlement worden voorgelegd.
Artikel 22 regelt het gezamenlijk dragen van de productiekosten en artikel 26 schrijft voor dat de Minister maximumtarieven voor levering aan distributiebedrijven vaststelt (het maximum Regionaal Basistarief oftewel max. RBT). Artikel 27 schrijft maximumtarieven voor eindverbruikers voor. Artikel 45 stelt een monopolie in voor de door de Minister aangewezen vennootschap voor het hoogspanningsnet voor 220 kiloVolt en hoger (wederom SEP, dat reeds over dat monopolie beschikte); artikel 47 een plicht tot beschikbaarstelling van het regionale net aan iedere afnemer. 
De producenten leverden al hun elektriciteit aan SEP, die vervolgens tegen een door de Minister goedgekeurd Landelijk Basistarief (LBT) werd teruggeleverd. Deze werd dan doorgeleverd aan de afnemende distributiebedrijven tegen het door de Minister goedgekeurde maximum Regionaal Basistarief. LBT en max. RBT waren gelijk, zodat er sprake was van een vast landelijk tarief.:p. 7-8
Vooruitlopend op de invoering van de Elektriciteitswet 1998, legden de producenten op 2 januari 1998 aan de NMa een voorgenomen fusie binnen SEP voor, om te komen tot één onderneming onder de werknaam "Grootschalig Productiebedrijf" (GPB). Dit om voorbereid te zijn op de aankomende concurrentie vanuit het buitenland. De NMa oordeelde dat fusie niet was toegestaan zonder een vergunning op grond van de Mededingingswet, omdat er mogelijk een te grote machtsconcentratie zou ontstaan.
De Elektriciteitswet 1989 is ingetrokken met ingang van 1 juli 1999. Sindsdien wordt door SEP geen taak meer vervuld als bedoeld in artikel 2 van de Elektriciteitswet 1989 (als "door de Minister aangewezen vennootschap").:ov. 5.1